# Brzeziny Śląskie Wąskotorowe
Brzeziny Śląskie Wąskotorowe – dawna wąskotorowa kolejowa stacja towarowa w Pikarach Śląskich, w dzielnicy Brzeziny Śląskie, w województwie śląskim, w Polsce. Stacja była zlokalizowana w kilometrze 2,83 linii z Chorzowa Maciejkowic Wąskotorowych.